# Poecilimon klausgerhardi
Poecilimon klausgerhardi är en insektsart som beskrevs av Fontana 2004. Poecilimon klausgerhardi ingår i släktet Poecilimon och familjen vårtbitare. IUCN kategoriserar arten globalt som sårbar. Inga underarter finns listade i Catalogue of Life.